# Rhodamnia longisepala
Rhodamnia longisepala là một loài thực vật có hoa trong Họ Đào kim nương. Loài này được N.Snow & A.J.Ford mô tả khoa học đầu tiên năm 2001.